# 內格拉火山 (加拉帕戈斯群島)
0°50′S 91°10′W / 0.83°S 91.17°W

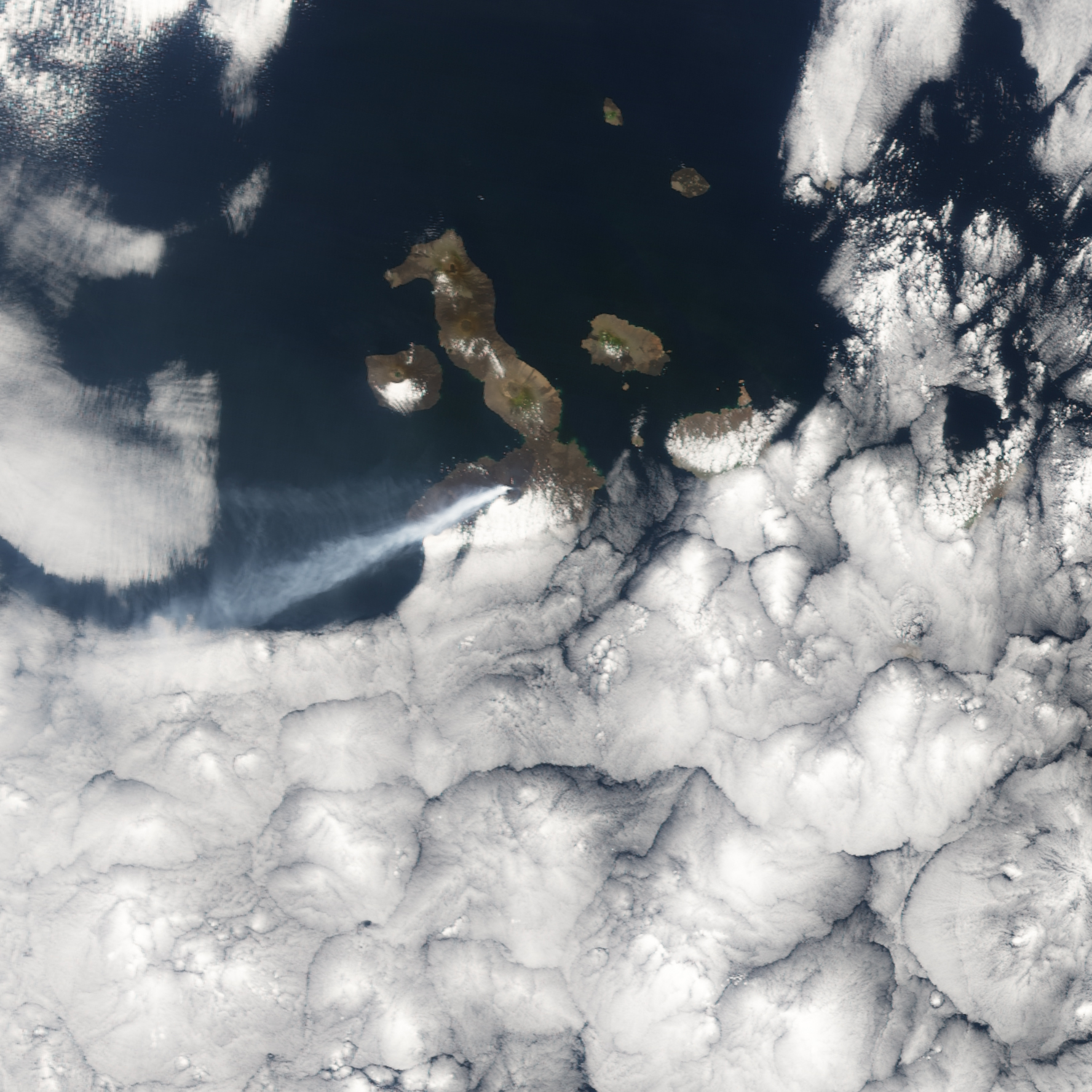

內格拉火山（Sierra Negra）是厄瓜多爾的火山，位於伊莎貝拉島南部，属于加拉帕戈斯省，海拔高度1,124米，最近一次火山噴發发生于2005年。

## 外部連結
- CBS News: Galapagos Volcano Erupts for Third Day